# Savoia-Marchetti SM.74
 Savoia-Marchetti SM.74 byl italský čtyřmotorový hornoplošník s pevným záďovým podvozkem pro přepravu sedmadvaceti pasažérů.

## Vznik
V roce 1934 si nově ustavená sjednocená italská letecká společnost Ala Littoria objednala u firmy Savoia-Marchetti čtyřmotorový letoun pro 27 cestujících na trati 1000 km, nebo 16 osob na dvojnásobnou vzdálenost. Jednalo se především o trasy přes Alpy, proto dopravce zároveň požadoval vysokou cestovní hladinu.

## Vývoj
Prototyp SM.74 (výr. č. 21001, imatrikulace I-URBE) vzlétl 16. listopadu 1934 se čtyřmi motory Piaggio P-XRC Stella o výkonu po 515 kW. Původní dřevěné dvoulisté vrtule byly později nahrazeny stavitelnými třílistými kovovými. Osádku tvořili čtyři muži.
Druhý vyrobený letoun obdržel stejné pohonné jednotky jako I-URBE, třetí měl instalované motory Bristol Pegasus III po 621 kW. Tyto motory začala v licenci stavět továrna Alfa Romeo pod označením AR 126, které v roce 1938 dostaly všechny tři vyrobené SM.74.

## Nasazení

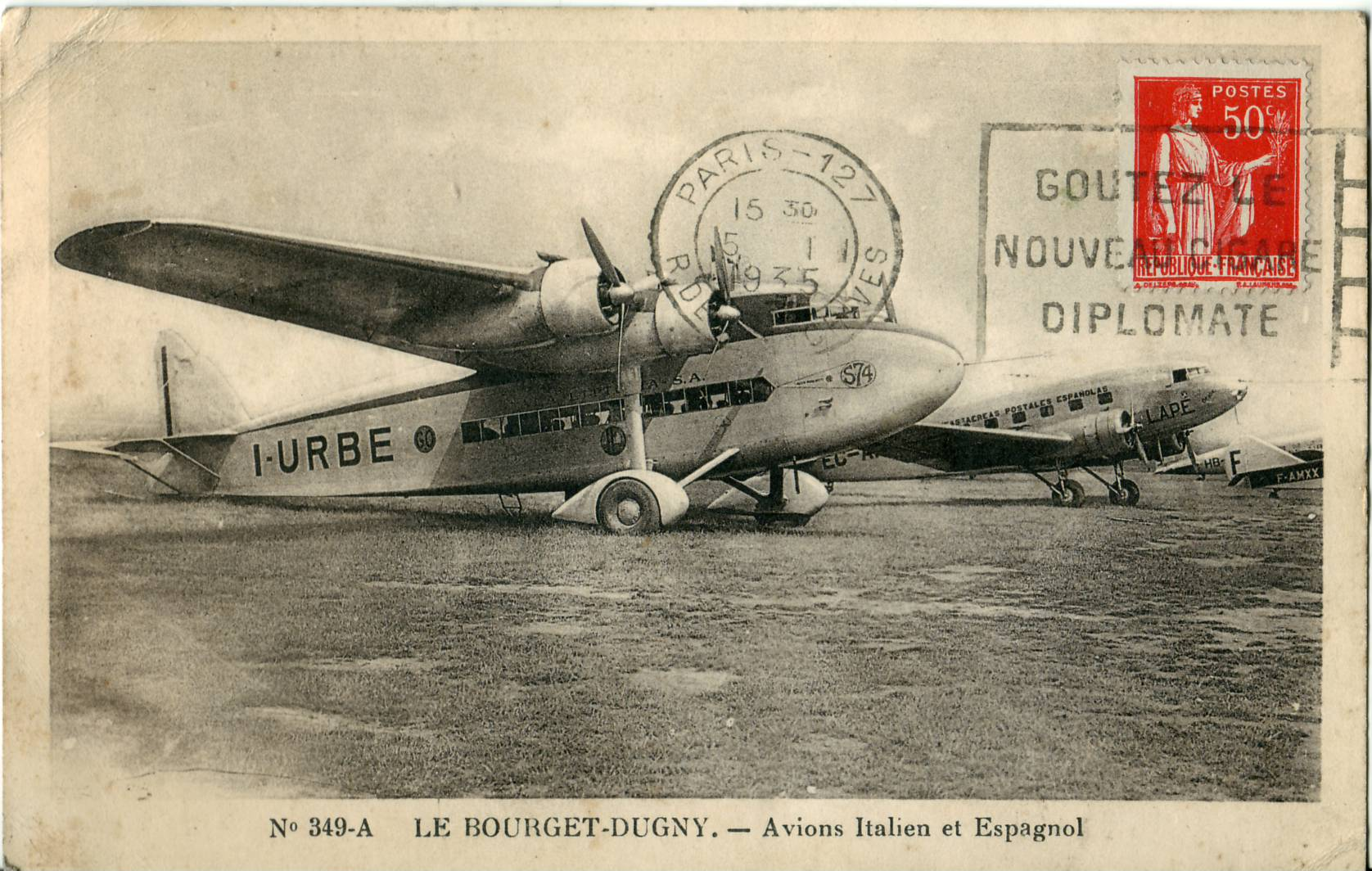
SM.74 (I-URBE) na letišti Le Bourget ve společnosti DC-2 španělského přepravce LAPE.

První vyrobený stroj SM.74 převzala Ala Littoria v březnu 1935 a v červenci jej vypravila na první let na trase Řím-Marseille-Lyon-Paříž. Druhý letoun (I-ALPE) převzala Ala Littoria v červnu 1935 a třetí (I-ROMA) v prosinci 1935.
V roce 1936 byly SM.74 převedeny na trasu Řím-Brindisi, kde se na ni napojovaly linky vedoucí do Afriky a do Indie. Následně byly SM.74 společnosti Ala Littoria předisponovány do severní Afriky, kde sloužily ve vojenské dopravě, především při zásobování pouštních jednotek na egyptské hranici. Od června 1940 byly SM.74 oficiálně převzaty italským vojenským letectvem Regia Aeronautica. Staly se součástí východního velitelství vzdušných sil v Libyi u 604. letky.

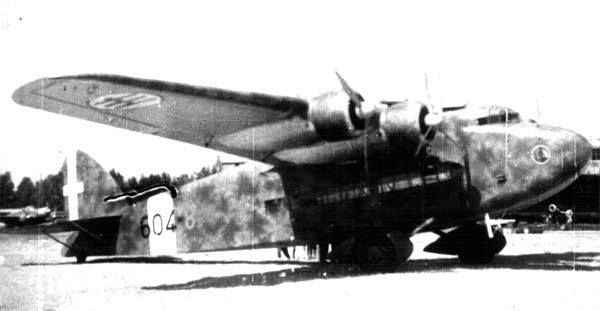
Savoia-Marchetti SM.74 Regia Aeronautica

Prvním ztraceným letounem SM.74 se stal bývalý I-ALPE (604-11), který beze stopy zmizel v říjnu 1941 během letu z Tripolisu na Sicílii. 
V listopadu 1941 sestřelila vlastní italská protivzdušná obrana v blízkosti letiště v Tripolisu dřívější I-URBE (604-8).
Třetí SM.74 (604-9, ex I-ROMA) se v listopadu 1941 za letu srazil s bombardovacím letounem CANT Z.1007, avšak po opravě byl opět nasazen. V dubnu 1942 byl na letišti Gialo v Libyi ostřelován strojem Bristol Blenheim Royal Air Force, podařilo se mu však s jedním nefunkčním motorem a prostřelenou pneumatikou odletět. V červenci 1942 604-9 přepravoval výsadkáře italské jednotky Folgore, účastnil se italské evakuace z Afriky a nakonec byl zničen při náletu na Řím v roce 1943.

## Specifikace

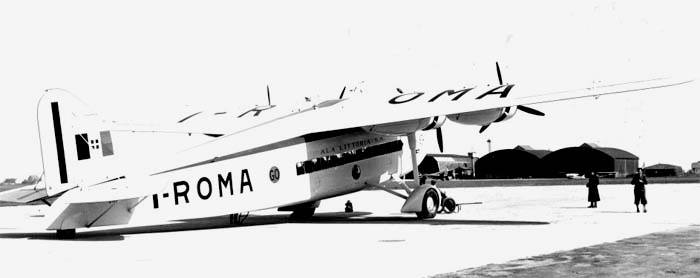
Savoia-Marchetti SM.74 (I-ROMA)

Údaje dle

### Technické údaje
- Osádka:
- Kapacita:
- Rozpětí: 29,68 m
- Délka: 21,36 m
- Výška: 5,50 m
- Nosná plocha: 118,54 m²
- Hmotnost prázdného letounu: 9500 kg
- Vzletová hmotnost: 14 100 kg

### Výkony
- Maximální rychlost: 325 km/h
- Cestovní rychlost: 280 km/h
- Výstup na 4000 m: 19 min
- Dostup: 7000 m
- Dolet: 2000 km